# Kasteel van Montceaux

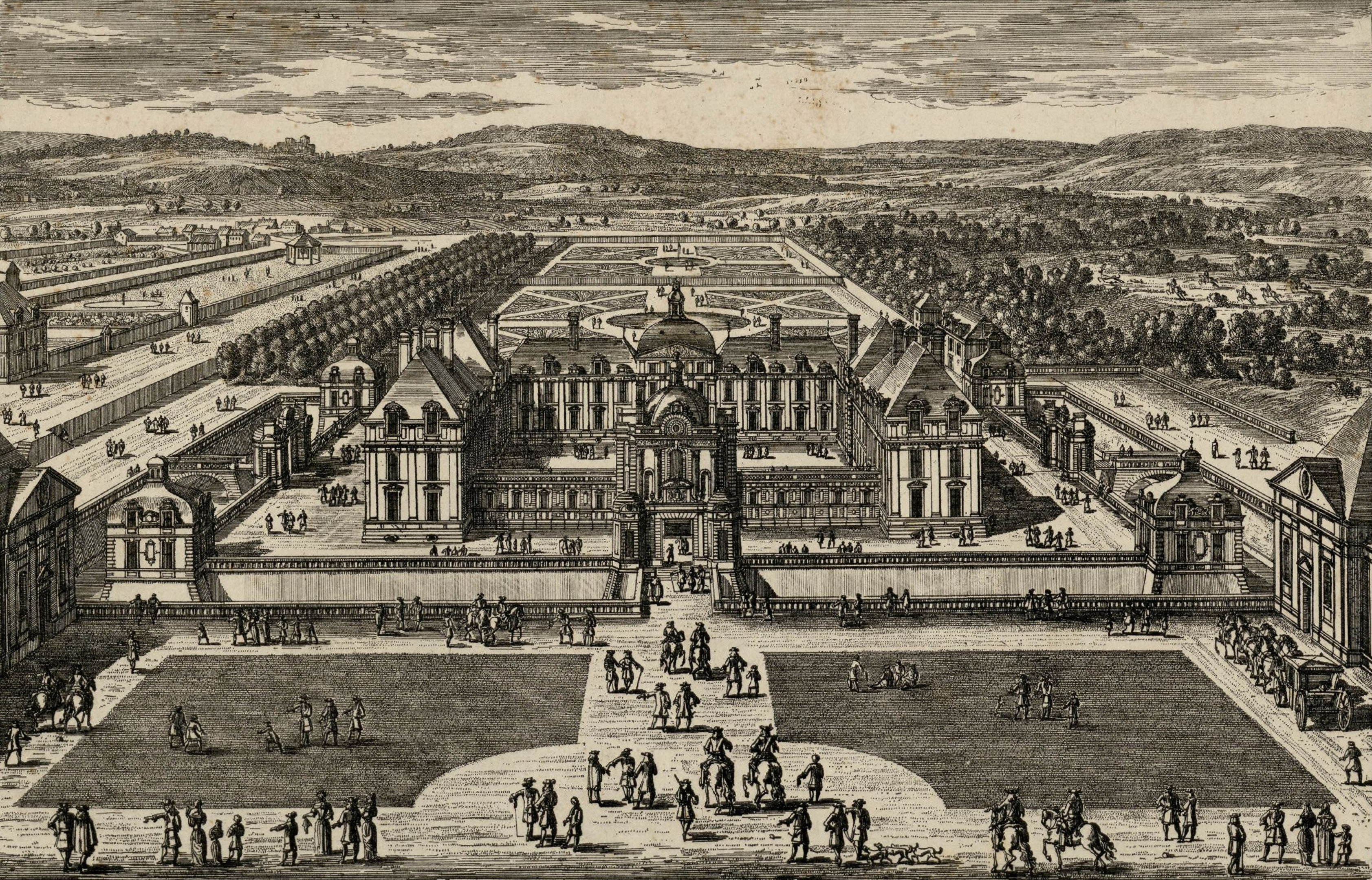
Het Kasteel van Montceaux

Het Kasteel van Montceaux (Frans: Château de Montceaux) was gelegen in de gemeente Montceaux-lès-Meaux in het Franse departement Seine-et-Marne. Van dit kasteel resteert nu nog slechts een ruïne die op de lijst van beschermd cultuurgoed staat.
Het kasteel kwam in handen van Catharina de' Medici die het geheel liet aanpassen door de Franse architect Philibert Delorme. Onder koning Hendrik IV werd het kasteel bewoond door Gabrielle d'Estrée, zijn maîtresse. Bij de geboorte van Lodewijk XIII van Frankrijk werd het vervolgens gegeven aan Maria de' Medici, zijn moeder.
Na de Franse Revolutie werd het kasteel grotendeels verwoest.